# Josep
Josep ist ein katalanischer männlicher Vorname hebräischen Ursprungs mit der Bedeutung „Gott fügt hinzu“. Die Kurz- oder Koseform des Namens ist Pep. Die deutsche Form des Vornamens ist Josef.

## Namensträger
- Josep Miquel Arenas Beltrán (* 1993), spanischer Rapper, besser bekannt als Valtònyc
- Josep Ayala (* 1980), andorranischer Fußballspieler
- Josep Borrell (* 1947), spanischer (katalanischer) Politiker
- Josep Brugada (* 1958), spanischer Kardiologe
- Josep Carreras (* 1946), spanischer Opernsänger (Tenor)
- Josep Coll Bardolet (1912–2007), spanischer Kunstmaler
- Josep (Dichter), 1. Hälfte 15. Jahrhundert,  Dichter des Sündenspiegels
- Josep Enric Dallerès (* 1949), andorranischer Schriftsteller
- Josep Escolà (1914–1998), spanischer Fußballspieler und -trainer
- Josep Fusté (1941–2023), spanischer Fußballspieler
- Josep Gómes (* 1985), andorranischer Fußballspieler
- Josep Guardiola (* 1971), spanischer Fußballspieler und -trainer, siehe Pep Guardiola
- Josep Graner (1844–1930), spanischer Architekt des Modernisme
- Josep Guinovart (1927–2007), spanischer Maler und Grafiker
- Josep Jufré (* 1975), katalanischer Radrennfahrer
- Josep Andreu i Lasserre (1896–1983), spanischer Clown, bekannt als Charlie Rivel
- Josep Maragues (* 1963), andorranischer Fußballspieler
- Josep Lluís Mateo (* 1949), spanischer Architekt
- Josep Lluís Núñez (1931–2018), spanischer Fußballfunktionär
- Josep Piqué i Camps (1955–2023), spanischer Politiker
- Josep Pla (1897–1981), spanischer Journalist und Schriftsteller katalanischer Sprache
- Josep Planas (1901–1977), spanischer Fußballspieler und -trainer
- Josep Puig i Cadafalch (1867–1956), katalanischer Architekt
- Josep Maria Mauri i Prior (* 1941), spanischer Geistlicher, Generalvikar und persönlicher Repräsentant des Bischofs von Urgell
- Josep Maria Quadrado (1819–1896), spanischer Historiker, Schriftsteller und Publizist
- Josep Renau (1907–1982), spanischer Maler, Grafiker und Photomontagekünstler
- Josep Clotet Ruiz (* 1977), spanischer Fußballtrainer
- Josep Samitier (1902–1972), spanischer Fußballspieler und -trainer
- Josep Seguer (1923–2014), spanischer Fußballspieler und -trainer
- Josep Serrano (* 1975), andorranischer Fußballspieler
- Josep Lluís Sert (1902–1983), spanischer Architekt und Stadtplaner
- Josep Maria Subirachs (1927–2014), katalanischer Bildhauer und Maler
- Josep Sunyol (1898–1936), katalanischer Anwalt, Journalist und Fußballfunktionär
- Josep Tarradellas (1899–1988), katalanischer Politiker
- Josep Vallribera (* 1937), katalanischer Künstler
- Josep Miquel Vidal i Hernández (1939–2013), menorquinischer Physiker, Forscher und Autor